# Miguel Barroso
Pour les articles homonymes, voir Barroso.
Miguel Barroso est un peintre espagnol du XVIe siècle. Né en 1538 à Consuegra, il est mort à l'Escurial le 29 septembre 1590.

## Biographie
Élève de Gaspar Becerra à Madrid, il obtient de ses débuts d'importants succès. Philippe II le nomme en 1585, peintre officiel de la cour et le charge d'historier une partie du cloître des Évangélistes à l'Escurial.